# Tarda Tardà
Tarda Tardà fou un programa musical de Catalunya Ràdio dirigit i presentat per Jordi Tardà i Castells. Fou emès durant 30 anys, fins a la mort de Tardà, i esdevingué el programa radiofònic de rock més veterà d'Europa.
En el programa sovint es recuperaven discos no publicats o concerts antics: per exemple, en el primer programa es va retranemetre el festival Live Aid des de l'estadi de Wembley, i al setembre de la darrera temporada es va presentar una exclusiva mundial sobre U2.